# Estoril-Portimão-Marrakech
Il Estoril-Portimão-Marrakech (ufficialmente Rally TT Vodafone Estoril-Portimão-Marrakech) è un rally raid, organizzato dall'Automóvel Club de Portugal, che è stato disputato dal 6 al 13 giugno 2010, con partenza dal Portogallo, arrivo in Marocco, con attraversamento del deserto del Sahara.
Con questa denominazione il rally nel 2010 è stata valida per la Coppa del mondo rally raid per le auto, ma vi hanno preso parte anche le moto. Nel 2011 la prova non si è poi disputata.

## Denominazioni
Secondo le intenzioni dell'Automóvel Club de Portugal, il rally avrebbe assicurato la continuità alle edizioni dei rally Portugal Baja e Rally Transibérico, continuandone idealmente l'albo d'oro. Ma nel 2011 la prova non ha avuto una sua seconda edizione.
- Dal 1988 al 2004: Portugal Baja
- Dal 2005 al 2009: Transibérico Rally (cinque edizioni disputate)
- Dal 2010: Estoril-Portimão-Marrakech (una sola edizione disputata)

## Vincitori 2010[3]
| Categoria | Pilota           | Mezzo  | Team     |
| --------- | ---------------- | ------ | -------- |
| Moto      | Hélder Rodrigues | Yamaha | Red Bull |
| Auto      | Leonid Novickij  | BMW X3 | X-Raid   |

## Albo d'oro
Tra i nomi illustri vincitori del rally raid, più volte valido per la Coppa del mondo rally raid, si annoverano:
- Jean-Louis Schlesser (1992 e 2000)
- Pierre Lartigue (1993, 1994 e 1996)
- Ari Vatanen (1995 e 1997)
- Carlos Sainz (2007)
- Luc Alphand (2008)
- Guerlain Chicherit (2009)
- Leonid Novickij (2010)